# Qu’est-ce que le Tiers-État?

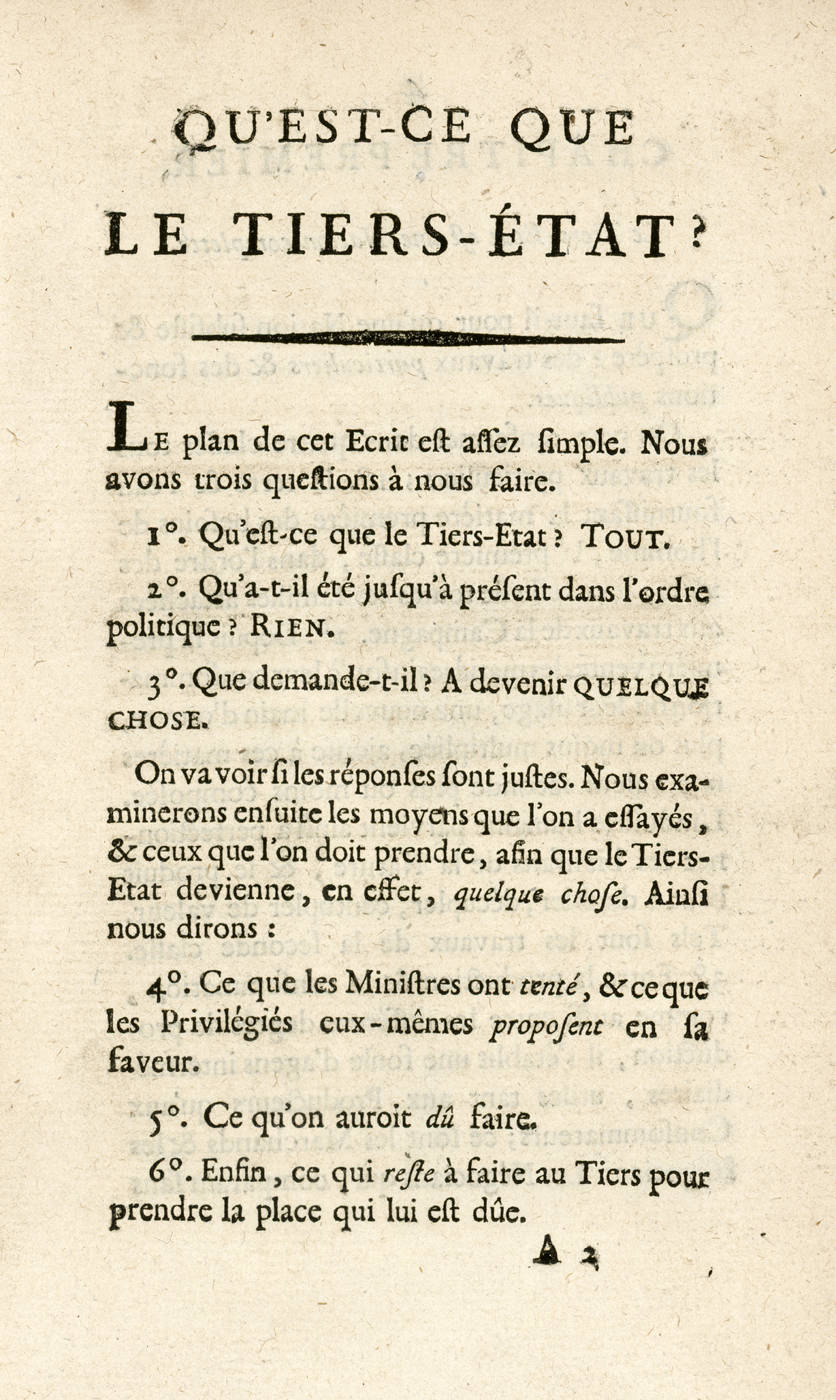
Titelblatt des Pamphlets von Januar 1789

Qu’est-ce que le Tiers-Etat? (übersetzt: Was ist der Dritte Stand?) ist ein Pamphlet des französischen Schriftstellers, Staatstheoretikers und Politikers Emmanuel Joseph Sieyès, genannt Abbé Sieyès, das 1789 in Paris anonym erschienen ist. Sieyès kritisiert in seiner Schrift die Unterdrückung des Dritten Standes und plädiert für die Umformung der Ständeversammlung in eine allgemeine Nationalversammlung. Er argumentiert, dass der Dritte Stand alle Arbeiten erfüllt, die zum Erhalt des Staates notwendig sind. Die Schrift gilt damit als programmatisch für den modernen Begriff der Nation, da Sieyès darin alle Menschen, gleich welcher Herkunft, die sich den Idealen der Französischen Revolution verpflichtet fühlen, dem dritten Stand zurechnet.

## Geschichte
Sieyès schrieb den Essay in der Zeit zwischen dem 6. November und dem 12. Dezember 1788. Am 27. Dezember 1788 wurde er in Druck gegeben, sodass er in den ersten Tagen des Jahres 1789 veröffentlicht werden konnte. In rascher Folge erschienen insgesamt vier Ausgaben: die Erstausgabe mit 127 Seiten, eine sogenannte „Zweite Fassung“ erschien in zwei Varianten von 27 bzw. 114 Seiten und schließlich die „Dritte Fassung“, die bekannteste, mit dem vollständigsten und am sorgfältigsten redigierten Text mit 180 Seiten, die erste, die unter seinem Namen veröffentlicht wurde. Es wurden etwa 300.000 Exemplare verkauft.

## Inhalt
Das Pamphlet beginnt mit dem Satz: „Der Plan dieser Schrift ist ziemlich einfach. Wir haben uns drei Fragen zu stellen.“
1. Was ist der Dritte Stand? Alles.
2. Was ist er bis jetzt in der staatlichen Ordnung gewesen? Nichts.
3. Was verlangt er? Etwas darin zu werden.
Sieyès bezeichnet jede Ordnung, in der die Regierung das Erbteil einer besonderen Klasse ist, als „viehisch dumm von uns respektierte Ordnung der Dinge“. Er stellt klar, dass allein der dritte Stand die Nation ist und das der „Adelsstand gar nicht in die gesellschaftliche Ordnung gehört“.
Der Autor kritisiert, dass allen Nichtpriviligierten (also Mitglieder des Dritten Standes) nichts übrig bleibe, als sich einem Großen anzuhängen, um nicht gänzlich erdrückt zu werden. Dies geschehe auf Kosten ihrer Moral und Menschenwürde. Er beschwert sich über die Vertreter des Dritten Standes in den Generalständen, die aus seiner Sicht „Geadelte oder auf Zeit Priviligerte“ waren und daher nicht dieselben Interessen haben wie der dritte Stand.
Sieyès sieht als die drei wichtigsten Forderung des Dritten Standes:
- Wahre Stellvertreter
- ebenso viele Stellvertreter wie die beiden anderen Stände zusammen
- dass die Stimmen nach den Köpfen und nicht nach den Ständen gezählt werden sollen[4]

Diese Forderungen bezeichnet Sieyès aber als ungenügend und stellt eigene Forderung.
Sieyès schreibt über den Plan der Provinzialversammlung von Charles Alexandre de Calonne, der als damaliger Finanzminister mit der katastrophalen Finanzlage des Staates konfrontiert war. Er kritisiert, dass er die Nation mit seinem Plan spalte und bedauert, dass „so viele gute Einsichten dem gerühmten Verstand des ersten Ministers entgangen“ (S. 28). Er unterstellt ihm trotzdem keine bösen Absichten. Er begreife nur nicht den wahren Wert dessen, was er verdarb. In diesem Kapitel geht er noch auf mehrere andere Vorschläge der Priviligierten ein, wie etwa die Senkung der Steuerlast. Außerdem kritisiert er den Vorschlag, die englische Verfassung nachzuahmen
Sieyès schreibt, dass jede freie Nation eine Grundverfassung braucht, damit „sie fähig wird für den Zweck zu arbeiten, für den sie geschaffen ist, und unfähig bleibt, so mächtig zu werden, sich davon zu entfernen“. Gleichzeitig bezeichnet er aber den Nationalwillen als Ursprung aller Gesetzlichkeiten und damit nicht an die Verfassung gebunden. Auf die sich selbst gestellte Frage, wo die Nation zu suchen ist, antwortet er, dass sie in 40.000 Pfarrgemeinden zu finden ist.
Im letzten Kapitel spricht er über den Vorwurf der Spaltung, welcher von den Priviligierten ausgesprochen wurde und bezeichnet diesen Vorwurf als eine Bedrohung für Volk und König. Er ersehnt in seinen folgenden Sätzen eben diese Spaltung, welche die Nation von den Privilegierten trennen und die Aristokratie abschaffen würde. Dies stellt eine deutliche Ermutigung des Dritten Standes zu einer Revolution sowie zur Zerstörung des Adels dar. Sieyes bezeichnet die Privilegierten, die sich nicht den Wille der Mehrheit unterwerfen, als die eigentlichen Spalter.

## Rezeption
Von allen Pamphleten und Flugschriften, die im Vorfeld der Französischen Revolution erschienen und gegen die etablierte Herrschaft polemisierten, erregte das Pamphlet von Sieyès das größte Aufsehen, gab der „Revolution einen enormen intellektuellen Antrieb“ und es konnte sich in Europa „die Idee der Nation, des Nationalstaates und des Nationalismus“ etablieren. Der Publizist Konrad Engelbert Oelsner, ein enger Freund Sieyès’, „stellte Kant und Sieyès nebeneinander in eine Reihe mit Calvin und Luther als Weltreformer“.
In England fielen die Reaktionen weniger freundlich aus. Sieyès’ Zeitgenosse Edmund Burke spöttelte, der Autor sei ein „Verfassungs-Krämer“ (constitution mongerer), sein Werk beinhalte „einen ganzen Taubenschlag von vorgefertigten Verfassungen, passend gemacht, nummeriert; für jede Saison und für jeden Geschmack geeignet“.
Von Alexis de Tocqueville nennt den Text „Ein Schlachtruf! [...] Er atmet den gewalttätigsten, genialsten Geist der Revolution“ genannt, stellt Alois Riklin in seinem Buch „Machtteilung. Geschichte der Mischverfassung“ das Pamphlet – was seinen Einfluss betrifft – auf eine Stufe mit Paines Common Sense und Marx’ und Engels’ Kommunistischem Manifest.
Bis ins 19. Jahrhundert setzten sich Staatstheoretiker, Philosophen und Politiker mit dem Text auseinander, von Saint-Simon, Proudhon, Lassalle, Louis Blanc und Karl Marx bis hin zu Jean Jaurès.
Bereits 1802 übte Saint Simon in seinen Lettres d’un habitant de Genève Kritik an der politischen Theorie Sieyès’, die er durch sein „föderalistisch-pazifistisches Konzept“ zu überwinden suchte.
2012 nahm Joe Janes von der University of Wisconsin Sieyès in seine Podcast-Serie Documents that changed the World auf als ein Dokument „that lit the flame“. Das Pamphlet, so schreibt er, habe nicht die Revolution hervorgerufen, sondern habe als Kristallisation der politischen Situation gewirkt und geholfen, die Strukturen zu bereiten, die daraus hervorgegangen sind.

## Textausgaben
- Emmanuel Joseph Sieyès: Qu’est-ce que le Tiers-État? 3. Auflage. 1789 (Digitalisat)
- Emmanuel Joseph Sieyès: Qu'est-Ce Que Le Tiers État? Précédé de l'essai sur les privilèges. 2022, ISBN 978-1-01-804277-0.

deutsche Übersetzungen
- Emmanuel Joseph Sieyès: Politische Schriften 1788–1790. (= Politica. 43). Mit Glossar und kritischer Sieyès-Bibliographie, übersetzt und hrsg. von Eberhard Schmitt und Rolf Reichardt. Wissenschaftliche Buchgesellschaft, Darmstadt 1975.
- Emmanuel Joseph Sieyès: Was ist der Dritte Stand? (= Schriften zur europäischen Ideengeschichte. Band 3.). Ausgewählte Schriften. Hrsg. von Oliver W. Lembcke und Florian Weber. de Gruyter, Berlin 2010, ISBN 978-3-05-004561-0.
- Emmanuel Joseph Sieyès: Was ist der dritte Stand? Hobbing, Essen 1988, ISBN 3-920460-45-6.